# Mizwad

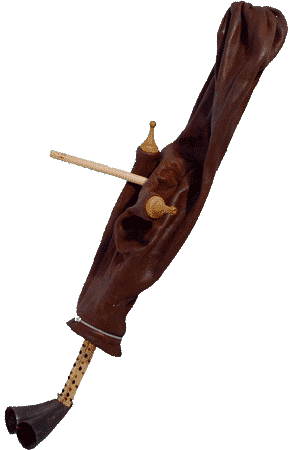
Mizwad

O mizwad, mezoued ou mizwid (em árabe: مزود; plural: مزاود; mazāwid, literalmente "saco") é um tipo de gaita-de-foles típica da Tunísia. O instrumento consiste em um saco de couro com um duplo ponteiro, que remata em dois chifres de vaca.